# Die Definitiv Biografie
Die Definitiv Biografie – składanka wczesnych utworów heavymetalowej grupy Grave Digger. Wydana przez G.U.N. Records już po rozwiązaniu współpracy z samym zespołem. Zawiera również książkę pod tym samym tytułem.

## Lista utworów
1. 57 – ?:??
2. Heavy Metal Breakdown – 3:42
3. Yesterday – 5:07
4. Headbanging Man – 3:37
5. Witch Hunter – 4:25
6. (Enola Gay) Drop the Bomb – 3:25
7. Fallout – 4:54
8. Keep On Rockin' – 3:19